# Španjolski rat za neovisnost
Španjolski rat za neovisnost ili Pirenejski rat pojam je koji se odnosi na oružani sukob na Pirinejskom poluotoku koji se vodio između 1808. i 1814. godine, a sukobili su se: Španjolska, Portugal i Ujedinjeno Kraljevstvo na jednoj, te vojska Napoleona Bonaparte na drugoj strani.
Sukob je izbio nakon okupacije glavnih španjolskih gradova od strane Napoleonovih trupa koje su navodno stigle kao pojačanje zajedničkoj invaziji Portugala, kao i nakon tajnog zbacivanja kralja, što je dovelo do negodovanja građana širom zemlje koji su podigli ustanak 2. svibnja 1808.
Rat je nanio veliku ekonomsku, poglavito industrijsku i poljoprivrednu štetu Pirinejskom poluotoku i izazvao veliko zaostajanje u modernizaciji gospodarstva. Na političkoj sceni ubrzao je proces emancipacije kolonija u Americi koje će steći neovisnost nakon Rata za neovisnost Latinske Amerike, dok će restauracija Bourbonske dinastije i jačanja Katoličke crkve otvoriti razdoblje civilnih ratova između apsolutista i liberala koji će trajati sve do sredine 19. stoljeća.